# 上施韦恩巴赫
上施韦恩巴赫是德国巴伐利亚州的一个市镇。总面积7.24平方公里，总人口1640人，其中男性792人，女性848人（2011年12月31日），人口密度227人/平方公里。